# Pierre Gaviniès

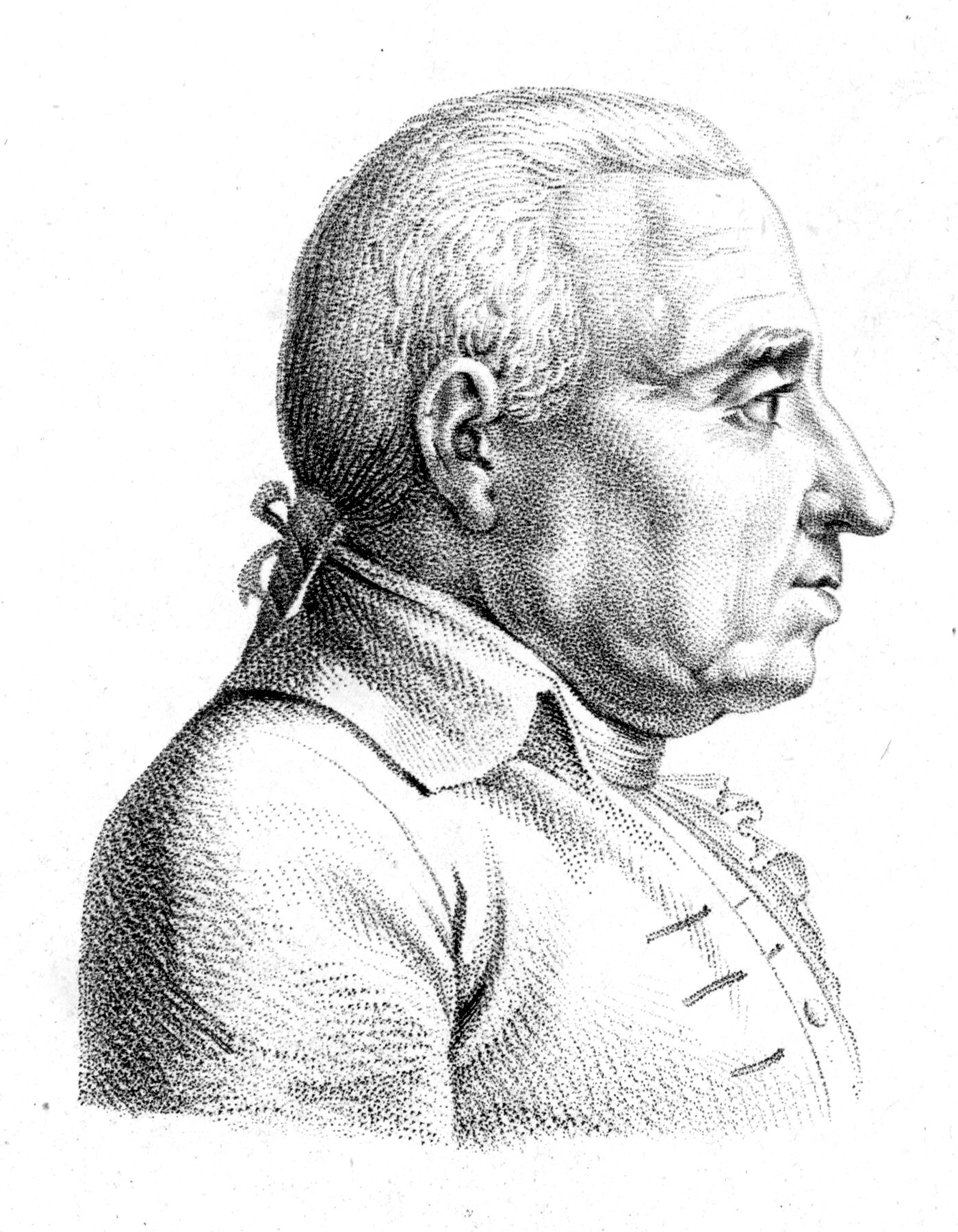
Pierre Gaviniès

Pierre Gaviniès (Gavinies) (* 11. Mai 1728 in Bordeaux; † 8. September 1800 in Paris) war ein französischer Violinist und Komponist.

## Leben
Pierre Gaviniès war der Sohn des Geigenbauers François Gaviniès und eine der bedeutendsten französischen Geigerpersönlichkeiten des 18. Jahrhunderts. Bereits im Alter von dreizehn Jahren glänzte er an der Seite des l’Abbé le fils genannten Joseph-Barnabé Saint-Sevin (1727–1803) in einem Duo von Jean-Marie Leclair im Concert Spirituel. Bereits in sehr jungen Jahren gehörte er zu den gefragten Virtuosen in Paris, er lehnte gar den Dienst in der königlichen Kapelle ab. Als junger Mann soll er wegen einer Affäre mit einer adeligen Hofdame zu einer einjährigen Gefängnisstrafe verurteilt worden sein und in dieser Zeit seine berühmte Romance komponiert haben. In den 1760er Jahren fand er mit seinen Kompositionen, seinen Konzerten einen beispiellosen Zuspruch. Auch Leopold und Wolfgang Amadeus Mozart wohnten seinen Konzerten bei. Seine Schüler schätzten ihn als Lehrer und wegen seiner Menschlichkeit im Umgang. Zu ihnen zählten beispielsweise Nicolas Capron, Simon Leduc, Marie-Alexandre Guénin, Louis-Henry Paisible (1745–1781), Antoine-Laurent Baudron (1742–1834), Joseph Bologne, Chevalier de Saint-Georges oder der spätere Musikverleger Jean-Jérôme Imbault (1758–1832).
Ihn verband eine langjährige und fruchtbare Zusammenarbeit mit den Konzertveranstaltungen des Concert Spirituel, deren Leitung er von 1773 bis 1777 mit François-Joseph Gossec und Simon Leduc innehatte. Während dieser Periode erlebte die Sinfonie concertante ihren Höhepunkt. Giovanni Battista Viotti bezeichnete ihn voller Anerkennung als den „französischen Tartini“.
Seine Sonaten veröffentlichte er in barocker Tradition, nur mit beziffertem Bass versehen. Diese Kompositionen stellen einen stilistischen Übergang vom Spätbarock zur Klassik dar.
Im postrevolutionären Paris war er ab 1795 neben Pierre Rode, Pierre Baillot und Rodolphe Kreutzer einer der Violinlehrer am neu gegründeten Pariser Konservatorium.

## Werke
- Op. 1: Six Sonates a Violon seul et Basse (Paris, 1760)
- Op. 2: Le Prétendu intermède, italienische Komödie in 3 Akten, am 6. November 1760 Paris uraufgeführt
- Recueil d’airs à 3 parties für 2 Violinen, Bratsche und Bass (1763)
- Op. 3: Six Sonates a Violon seul et Basse (Paris, 1764)
- Op. 4: 6 Violinkonzerte (1764)
- 2 Suites sur des noëls (1764)
- 3 Solosonaten für Violine (1770)
  - Le Tombeau de Gaviniès
- Op. 5: Six Sonates a deux Violons (Paris, 1774)
- Les vingt-quatre Matinées […] Exercices pour le Violon (Paris, 1794), sein heute bekanntestes Werk